# تلوث دوائي

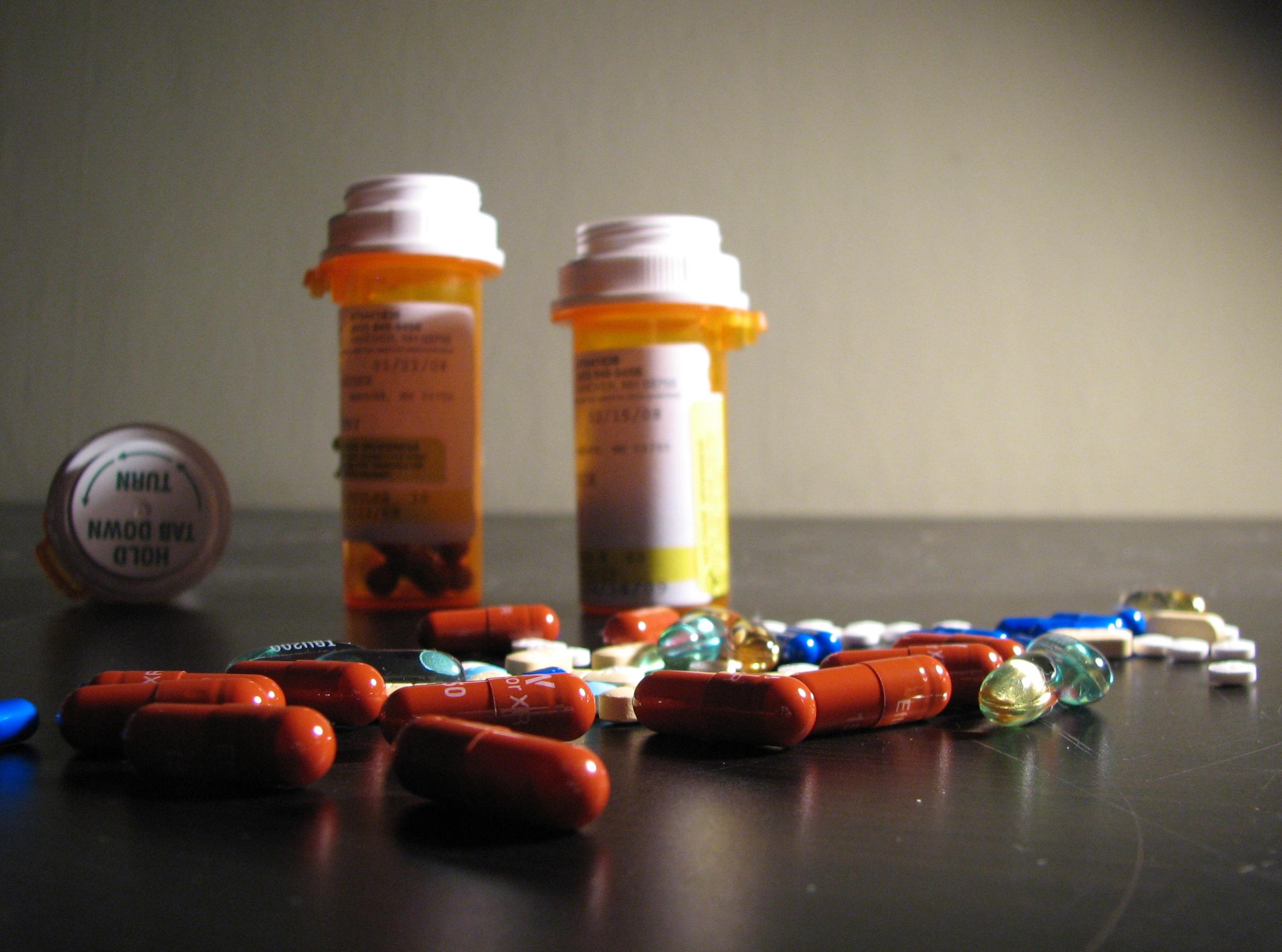
المستحضرات الصيدلانية المتنوعة

التلوث الدوائي ( بالإنجليزية: Drug pollution) هو تلوث البيئة بالأدوية أو بالمركبات الدوائية ومستقلباتها التي تصل إلى البيئة المائية (المياه الجوفية والأنهار والبحار والمحيطات) عن طريق الصرف الصحي وعليه فإن التلوث الدوائي هو في الأساس نوعٌ من تلوث الماء، وتشمل الأسباب الرئيسية لتلوث المياه بالمركبات الكيميائية والدوائية البنية التحتية البالية، وفيضان مياه الصرف الصحي والجريان السطحي الزراعي، وعلاوة على ذلك فإنه عندما تدخل مياه الصرف الصحي إلى مرافق تكرير مياه الصرف الصحي فإن الكثير منها ليس لديها أي برنامج لإزالة واستبعاد المواد الكيميائية الدوائية.